# Fairfield (Connecticut)
Fairfield város az USA Connecticut államában, Fairfield megyében. Lakosainak száma 61 512 fő (2020. április 1.).

## Népesség
A település népességének változása:
| Lakosok száma | 4151 | 59 404 | 61 512 |
|               | 1820 | 2010   | 2020   |